# Кам'янка (Борисовський район, Зембинська сільська рада)
Кам'янка (біл. вёска Каменка) — село в складі Борисовського району Мінської області, Білорусь. Село підпорядковане Зембинській сільській раді, розташоване в північно-східній частині області.